# Susann Beucke
Susann Beucke (Quiel, 11 de junho de 1991) é uma velejadora alemã, medalhista olímpica.

## Carreira
Beucke participou dos Jogos Olímpicos de Verão de 2020 em Tóquio, onde participou da classe 49erFX, conquistando a medalha de prata ao lado de Tina Lutz após finalizar a série de treze regatas com 83 pontos.